# Млазни ловац четврте генерације
Млазни ловац четврте генерације представља концепт пројекта борбеног авиона из седамдесетих година 20. века, који је најмасовнији у оперативној употреби ратних ваздухопловстава света, у периоду од 1980. до 2010.
Пројекат ових авиона је под јаким утицајем научене лекције из развоја и експлоатације претходне генерације. Ракете ваздух-ваздух дугог домета су усавршене у сегменту прецизности вођења. У међувремену, растући трошкови војног авиона у целини, доказали су оправданост вишенаменског концепта примене, што је паралелно са њиховим укупним напретком, обележило карактеристике четврте генерације.
Концепт четврте генерације борбених авиона заснива се на претпоставци да су супериорније перформансе лета, а посебно агилност, велика предност у борби. За оптимизацију тих карактеристика, у току развоја су коришћени „развојни“ и „борбени“ симулатори лета. Током периода развоја 4. генерације, побољшана је управљивост авиона са „опуштањем“ статичке стабилности, што је омогућено увођењем електричних команди лета (енгл. fly-by-wire), захваљујући напретку дигиталних рачунара и техника интеграције система. До тада је коришћена аналогна опрема и за електричне команде лета, те је то постао априори захтев да се замени са дигиталним системима, у другој половини осамдесетих година 20. века.
Последњих деценија 20. века прогресивно су напредовали микрорачунари, што је омогућило брзу надоградњу авиона са новом опремом, у току његовог животног века, посебно система као што су радари са електронским скенирањем (AESA), дигиталне магистрале података и инфрацрвени трагачи и обележивачи (енгл. infra-red search and track) (IRST). Због драматичног унапређења способности са овим надоградњама ловачких авиона и нових пројеката последње деценије 20. века, остварен је велики скок могућности ових авиона. Поједини савременији авиони ове генерације, издвајају се од осталих, па су их поједине земље класификовале као 4,5. генерацију. Они укључују напредна оружја и неке од технологија „стелт“. Они који укључују комплетне технологије „стелт“, подразумевајући и маскирање турбинских лопатица и примене напредних материјала који апсорбују радарско зрачење, припадају 5. генерацији борбених авиона или специјалној категорији као што су F-117 и B-2.
САД дефинишу 4,5. генерацију борбених авиона, ако се на 4. генерацију надогради радар са AESA, слој везе високог капацитета, побољшана опрема, и способност да се интегрише садашње и предвидљиво, напредно будуће наоружање.

## Карактеристике пројекта авиона 4. генерације

### Перформансе
Опште перформансе су традиционално најзначајнија карактеристика пројекта, јер омогућују ловачком авиону да у борби први стекне повољну позицију и да употреби своје оружје. То се може десити на већем растојању (изван визуелног опсега) или на кратком растојању (у оквиру визуелног опсега). На кратком растојању, идеална позиција је заћи иза непријатељског авиона, што је небрањени део и где су врели гасови мотора „топлотни извор“ за навођење ИЦ ракета ваздух-ваздух. На већем растојању, вероватноћа успешног ракетног навођења је боља при лансирању на јаке топлотне изворе, кинетичка енергија (функција брзине ваздухоплова према своме циљу) и потенцијална енергија (висина лета) су предност у таквој борби. Командовано оштро маневрисање, без губљења енергије (брзине и висине), предност је, која повећава шансу да се избегну непријатељски пројектили, или да се побегне изван домета непријатељске ватре.
Ова два сценарија борбе у ваздушном простору захтевају одличну линеарну брзину лета, с тим што се у оквиру растојања у визуелном опсегу захтевају и одличне маневарске карактеристике, без губитка брзине, убрзања и добра способност управљања на малој брзини и на великим нападним углом.
Пре 1970. године, била је преовладала заблуда да је време блиске маневарске борбе прошлост, пошто ће се исход решавати само на дистанци са ракетама. Борбено искуство је показало да је ово погрешно. Напредак у ракетној технологији је био велики, али се показало да сензори нису свемоћни и непогрешиви и да ће ловачки авиони и даље требати да се супротставе у блиској борби, за што су им неопходне маневарске карактеристике. Дакле, док су трећа генерација ловачких авиона (нпр. F-4 фантом и МиГ-23) пројектовани као пресретачи само са додатним акцентом на маневрабилности, пресретачима четврте генерације је примарна карактеристика маневар. Уз укључене компромисе у пројектовању борбених авиона, помера се пажња на блиску борбу, управљивост, комплетност информација из простора сукоба, лако одржавање и примену принципа управљања вектором потиска, што обезбеђује одржање супер-маневра и при малим брзинама и великим нападним угловима.
Постоје два основна фактора који доприносе маневрабилности, то је величина потиска мотора, и способности управљања авиона за ефикасно генерисање узгона при малом прирасту отпора и самим тим способност брзе промене правца путање кретања авиона. Маневарска блиска борба у ваздушном простору подразумева велико енергетско управљање. Ловачки авион са већом енергијом има више флексибилности и могућности да промени правац кретања. Авион са малом енергијом је непокретан и постаје мета непријатељске одбране. Резерва потиска даје могућност за реализацију убрзања, а максимална брзина за одређени потисак зависи од отпора авиона. На овој релацији лежи битан компромис при пројектовању. Ловачке конфигурације имају мали отпор, често да би то задовољили у крозвучној и надзвучној области и крило са великим углом стреле. Међутим, то у великој мери смањена способност да се са таквим крилом генерише потребни велики узгон у маневру авиона.
Грубо гледано, постоје два показатеља за допринос ових двеју карактеристика. Могућност маневрисања авиона може се грубо мерити са специфичним оптерећењем крила, дефинисаним са укупном масом ваздухоплова подељеном са површином крила. Високо специфично оптерећено крило има мали капацитет за производњу додатног узгона, тако да је ограничена и способност маневрисања, док преоптерећено крило има много већи укупни потенцијал носивости. Груба мера убрзања је дефинисана са односом потиска и масе авиона.
Конструктори авиона 4. генерације су били пред тешким задатком високе оптимизације у процесу пројектовања у контрадикторним условима компромиса. Пошто је то доба и развоја моћних рачунара, развијене су и технике симулације са одговарајућим лабораторијама. Тако да су, при развоју 4. генерације борбених авиона, доминантну улогу добили „развојни симулатори“.

### Електричне команде лета
Млазне ловце четврте генерације суштински дефинишу електричне команде лета, као што и 4,5. генерацију дефинише радар са електронским сканирањем (AESA). YF-16 је био први авион на свету намерно пројектован са малом аеродинамичком статичком нестабилношћу. Ова техника, названа „опуштена статичка стабилност“, уведена је да додатно побољша перформансе авиона. Већина конвенцијалних авиона су пројектовани као статички стабилни, што аеродинамички доводи авион да се сам врати у свој првобитни положај, после учињеног поремећаја. Међутим, статичка стабилност је склоност авиона да се аеродинамички принуди да остане у првобитном положају, а то је уједно неповољно што се противи пилотовој команди да пређе у маневар. С друге стране, нестабилан авион ће и у недостатку командног улаза лако одступити од задатог равнотежног положаја.
Статички нестабилан авион се може „управљати“ помоћу система „вештачке стабилизације“ и као такав бити веома маневарски покретан, пошто се томе аеродинамички допринос не супротставља, већ то помаже. На надзвучним брзинама лета, нестабилан авион може да пређе у статички стабилно стање због померања уназад неутралне тачке (код симетричних аеродинамичких тела, то је уједно и аеродинамички центар).
Примарно управљање авионом се реализује помоћу отклањања командних аеродинамичких површина. Ова померања аеродинамичких командних површина врше двокоморни хидропокретачи, неповратног дејства (без могућности померања у супротном смеру, услед дејства силе реакције), на основу електричног сигнала из рачунара (види слику доле). Електричне дигиталне четвороструке команде лета прихватају изражену жељу пилота (преко померања командне ручице и ножних педала) и заједно са примљеним сигналима из сензора, о комплетном вектору стања лета авиона, генеришу резултујуће командне сигнале профилисане по оптималним законима управљања. На основу тих сигнала, брзо се командне површине поставе у одговарајуће отклоне, у функцији реализације пилотове жеље преласка на нови командовани режим лета авиона. При томе рачунар узима хиљаде резултата мерења сензора у секунди, о вектору стања лета авиона. Аутоматски се спроводе корекције због супротстављања одступању од задане путање које није резултат команде пилота. Координира се заокрет, добијен на такав начин да се брзо ажурирају на хиљаде нових „упутстава“ произведених у систему за управљање, чиме се омогућава стабилан лет и за случај статички нестабилног авиона. Уведена дигитална технологија, у команде лета, велики је потенцијал за флексибилну оптимизацију закона управљања и интеграцију са другим системима, преко магистрале података са брзим протоком информација. Брз проток сигнала је услов за брз одговор система (мала је временска константа), што је једна од кључних перформанси система за реализацију управљања са нестабилним авионом. Погрешан сигнал, који би поставио командну површину у неправилан положај био би катастрофалан, пошто пилот нема никакве резервне могућности за корекцију положаја авиона. Зато овај систем мора бити веома поуздан. Обично га сачињавају четири паралелна и равноправна канала, при чему се стално, сва четири њихова излазна сигнала међусобно упоређују. Са међусобним упоређивањем, сигнали се „надгласавају“, и већина истоветних се усвајају као релевантни. Тај сигнал, рачунар фаворизује као исправан за отклон крмила, а различити се „одбацује“ као неисправан.

### Управљање вектором потиска
Управљање вектором потиска је нова технологија која се уводи за побољшање маневарске способности ловачких авиона. Са променом правца издувног млаза, са окретном млазницом, могуће је да се директно са добијеном компонентом потиска ефикасније мења правац лета авиона него преко командних површина авиона. Су-30МКИ, који је у оперативној употреби у индијског ваздухопловству, поседује дводимензионалне (2D) покретне млазнице. Такве млазнице служе за уздужно управљање авионом, обезбеђују управљање авионом близу нулте брзине, на великим нападним угловима без „пропадања“ и динамичко акробатско летење на малим брзинама. Те млазнице на Су-30МКИ су постављене да се закрећу (мерено у односу њихових оса симетрије) за 32° у вертикалној равни и ± 15° у хоризонталној равни, у односу на реперне осе мотора. То ствара ефекат компоненти силе потиска у вертикалној и хоризонталној равни, са којом се авион принуђава да оштро скреће по правцу и по висини. На авиону МиГ-35, са мотором РД-33ОВТ, векторско управљање потиском је сферно то јест млазнице су 3D, што га обележава као први двомоторни авион са тим системом који може истовремено да закреће млазнице у два правца. Остала постојећа решења на авионима, као што Су-30МКИ и F-22 раптор, имају закретање млазница у једном правцу (2D). Примењена технологија на авиону Сухој Су-47, пренета је на касније деривате. САД је истраживао те технологије на F-16 и F-15 игл, а касније их је само применио на F-22 раптор.
|  |  |

Шема принципа управљања са вектором потиска мотора и експериментално реализовано на F-16.

### Суперкрстарење
Суперкрстарење је способност ваздухоплова да крстари на надзвучним брзинама, без укључивања система допунског сагоревања на мотору.
Због паразитског отпора и великог раста компоненте „таласног отпора“ у крозвучној области брзина, укупни отпор се повећа и неопходан је далеко већи потисак мотора за постизање већих брзина. У случају да се та вредност потиска постиже и на режиму рада мотора без укључивања система за допунско сагоревање, авион може летети и у тој ситуацији са надзвучном брзином. Самим тим може тако временски дуже летети и крстарити, пошто му је потрошња горива далеко мања него при укљученом допунском сагоревању. Овакав временски дужи надзвучни лет, назива се суперкрстарење. Досадашњи ловци 3. генерације и већина четврте, надзвучни лет искључиво постижу на режиму рада мотора са допунским сагоревањем. Одржавање надзвучне брзине без допунског сагоревања мотора (суперкрстарење), поред уштеде горива и продужетка времена остајања у ваздуху и долета, има и директну тактичку предност у борби. Брже авион постигне оптималан режим лета за лансирање својих ракета на противника (приближно Махов број = 1,4). То „раптор“ чак поседује при суперкрстарењу.
Према наводима Луфтвафе, авион Јурофајтер тајфун може да крстари на режиму лета са приближно брзином која одговара Маховом броју = 1,2, без укључивања система за допунско сагоревање. Произвођач тврди да је могуће на Маховим броју =1,5.
Рафал може да суперкрстари, чак и са четири пројектила и 1.250 литара горива у резервоару испод трупа, па чак и у морнаричкој варијанти.

### Опрема
Појам авионске опреме подразумева системе електронике на авиону, која стално напредује, расте, усложњава се и све више добија на значају. Главни елементи те опреме код авиона су његови системи комуникација и навигациони системи, сензори (радар и ИЦ), рачунари, магистрала података и кориснички интерфејс. Зато се код авиона 4. генерације пројектује „отворена конфигурација“ да би се ова опрема лако замењивала, када нова технологија постане доступна и тако се често надограђује током животног века ваздухоплова. Детаљи о овим системима су високо класификовани, тајна су, не само фирми које је производе. Са извозом авиона, у многим случајевима, се смањује спецификација те опреме, а купци често то надокнађују са домаћим развијем. Примери су Су-30МКИ при продаји Индији, F-15I и F-16I продати у Израелу, и F-15K продат Јужној Кореји.
Примарни сензор код ловачких авиона 4. генерације је радар. Американци су модификовали F-15C са уградњом радара APG-63(V)2 са електронским сканирањем. Ови радари немају покретних делова, мање отказују у раду, имају боље перформансе и брже сканирају. Касније је уведен и на F/A-18E/F Супер хорнет, у блоку 60, за извоз. На F-16 је такође уведен и користиће се и за друге будуће америчких ловце. Европљани развијају радаре AESA, за уградњу на „тајфуну“ и Рафалу, а Русија има радаре AESA на авионима МиГ-35 и најновијој верзији Су-27.
Као одговор на све већи нагласак на америчком избегавању „невидљивости“ радара с пројектом, Русија се окренула алтернативним решењима, са акцентом на претрагу и праћење са инфра-црвеним сензорима, први пут уведеним на америчким ловцима у 1960. години, F-101 и F-102, за откривање и праћење циљева у ваздуху. Овај начин са мерењем ИЦ зрачења циља, као пасивног сензора, има ограничене могућности и не садржи никакве податке о позицији и кретању циљева. Ови елементи се закључују из снимљене слике. Ради превазилажења овог недостатка, системи ИЦ могу да садрже и ласерски даљиномер у циљу комплетирања података о положају и кретању циља за управљање топовском ватром или за лансирање пројектила на исти. Користећи ову методу, немачки МиГ-29 су користили кацигу са приказивањем ИЦ слике на визиру и с тим системом су били у стању да „забраве“ ракету за циљ, са већом ефикасношћу од америчког F-16 на вежбама. Систем ИЦ сензора су сада постали стандард на руским авионима. Са изузетком F-14D (званично пензионисаним од септембра 2006), сви западни ловци 4. генерације носе уграђени ИЦ сензоре за детекцију ваздух-ваздух, што је слично систему FLIR, који се користи за копнене циљеве.
Јурофајтер тајфун је разврстан као 4,5. генерација, почевши од партије 1 блока 5 производње, док су претходно произведени авиони доведени на тај стандард од 2007. године. F-35 лајтнинг II ће такође имати уграђене ИЦ сензоре, са функцијом усвојеном на почетку пројекта. У међувремену, 2012. године се уграђују и на „Супер хорнет“.
Импликације на тактичке способности авиона, рачунарских података и магистрале података, тешко је утврдити. Више софистицирани, исти омогућују флексибилнију употребу постојеће авионске опреме. На пример, шпекулисало се да је F-22 раптор у стању да омета или оштећује непријатељску електронику са фокусираном применом његовог радара. Карактеристике рачунарске обраде и магистрале података великог су тактичког значаја, као и слој везе. Сви модерни европски и амерички авиони су у стању да размењују податке са савезничким ловцима и са авионом AWACS о претећем циљу. Руски МиГ-31 пресретач има неку могућност за слој везе, тако да је разумно претпоставити да други руски авиони могу да то исто ураде. Размена података и сензорских информација омогућава пилотима да „чувају“ зрачење својих веома упадљивих сензора даље од непријатељских снага, док од других добију векторске податке о непријатељу и ако су сами „неми“.

### Смањена уочљивост, „стелт“
„Стелт“ технологија (умањена уочљивост) је продужетак појма визуелног прикривања на противничке сензоре, као што су савремени радар и ИЦ детектор. Прикривен борбени авион стиче значајну тактичку предност у односу неуочљив. Док су основни принципи обликовања авиона за смањење уочљивост били познати најмање још од 1960. године, није то било применљиво све до доступности суперрачунара, када се олакшало решавање сложених прорачунских задатака оптимизације облика. Та техника, у комбинацији са употребом материјала који апсорбује радарско зрачење, доприноси ваздухоплову драстично смањење радарског попречног пресека и отежава његово откривање са противничким радаром. У међувремену, са напретком и применом дигиталне технологије у управљању са летом, обезбедило је превазилажење погоршања аеродинамичког облика услед предузимања мера смањења уочљивости.
Током седамдесетих година 20. века, „стелт“ обликовање је грубо нарушавало аеродинамичко обликовање авиона (пример је F-117). То је довело до нарушавања перформанси, што је судбоносно за ловачки авион. Брзи и моћни рачунари омогућили су равномерније оптимизиран пројекат, као што је Б-2 Спирит. Тај рачунарски напредак је омогућио примену основног циља, да се значајно смањи радарски попречни пресек и код ловачког авиона. Ове технике се користе у комбинацији са методама смањења ИЦ, визуелног и звучног „одраза“ (уочљивости) ловачких авиона. Док ловци, дефинисани као 4,5. генерације, обухвају само делимичне карактеристике 5. генерације, код којих су те особине јасније изражене у пројекту, као врло висок приоритет. То разграничење је илустровано на приложеним двема ислустрацијама (слика десно и доле).
Постоје информације да рафалова опрема Талес SPECTRA обухвата „тајну“ могућност ометања радарске технологије. Ти уређаји за активно ометање радара су аналогни системима за сузбијање акустичне буке. Конвенционални ометач теже лоцира авион и учестаност његовог система, али њихов рад их сам по себи открива. Са више пројектила који су недавно наменски пројектовани да прате ометање. Претпоставља се да француски систем Талес SPECTRA детектује и омета, без свога откривања.
У принципу такав систем треба да буде у стању да учини авион потпуно радарски невидљив, али то је немогуће. Могуће је сигнал засенчити или имитирати непрепознатљив објекат.
Истраживање се наставља и у другим правцима смањења уочљивости од радара. Тврди се да руски научници раде на „плазма невидљивости“. Очигледно, такве технике могу и уклонити неке од предвиђених предности које поседују авиони пете генерације, додајући се генерише различита слика у односу на реалну. Што изгледа да преузима супериорност и јединственост посебним конструкционим филозофијама.
Постоји у сваком случају начини да се открију ловци и без радара. На пример, пасивни инфрацрвени сензори могу да детектују топлоту мотора, па чак и звук се може пратити са мрежом сензора и рачунара. Међутим, коришћење ове технике за прецизне информације, потребне за гађање и навођење пројектила дугог домета је знатно мање ефикасно од радара.
| | \| \| \| Очигледна је већа радарска изложеност 4. од 5. генерације ловачких авиона, са аспекта разлика облика борбених конфигурација. \| |
| Разграничење између 4. и 5. генерације ловачких авиона                                                                       | |
| | |
| Очигледна је већа радарска изложеност 4. од 5. генерације ловачких авиона, са аспекта разлика облика борбених конфигурација. | |

## Борбена историја и карактеристике ловаца 4. генерације
F-15 и F-16 држе свеукупне рекорде у борбеним карактеристикама, међу модерним ловачким авионима 4. генерације. Авиони F-15 имају 101 победу и нула губитака у стварној борби ваздух-ваздух. Наравно, таква статистика је условна, пошто имају ограничену употребу поређења авиона које су се ту затекли а не они који су истински конкуренти.
- 1982. године, рат у Либану. Израелско ваздухопловство је са својим F-15 и F-16 је у 86 борби ваздух-ваздух оборило углавном МиГ-21 и МиГ-23, а нису имали сопствених губитака.

Ирачко-ирански рат је био прва прилика за међусобни сукоб авиона 4. генерације. Иран је користио F-14 Томкет, а Ирак МиГ-29, мада не постоје извештаји о међусобном сукобу ова два типа авиона.
- Заливски рат 1991. године.
  - Прве ноћи у Заливском рату, 17. јануара 1991. године, ирачки МиГ-25ПД је са ракетом Р-40 оборио амерички морнарички авион F/А-18C, на 54 km југоисточно од Багдада.[38]
  - Амерички пилоти са F-15 игл, оборили су пет ирачких МиГ-29.[39]
- У ескалацији Грчко-турских односа, 8. октобра 1996. године, грчки Мираж 2000 је лансирао ракету „Маџик“ и оборио турски F-16D, изнад Егејског мора. Турски пилот је погинуо, док се копилот катапултирао и био спасен од стране грчких снага.
- Током сукоба између Индије и Пакистана 1999. године, индијски Мираж 2000 је носио ласерски вођене бомбе. Авиони МиГ-29 су их перманентно обезбеђивали са пратњом. „Миражи“ су успешно бомбардовали пакистанске положаје и логистичке базе. Две ескадриле „Миража“ је укупно направило 515 летова, а од тога 240 напада са изручених 55.000 kg убојних средстава.
- НАТО бомбардовање СРЈ, 1999. година.
  - Холандски F-16, са ракетом AIM-120, оборио је југословенски МиГ-29 № 18111, са пилотом мајором Небојшом Николићем, у близини Титела, 24. марта 1999. године. Пилот се катапултирао и спасао се. То се сматра првом победом „Фалкона“ у ваздушној борби у Европи.[40] Такође амерички F-16 је оборио МиГ-29.[41]
  - Изнад подручја Мачве против-авионским ракетним системом земља-ваздух „Нева“ оборен је F-16, 2. маја 1999. године. Остаци тога авиона, приказани су на слици десно.[38]
  - Амерички авиони F-15, оборили су четири југословенска МиГ-29.
    -  18112, са пилотом мајором Иљом Аризоновим, оборен је у близини Приштине. Пилот се катапултирао и преживео обарање, 24. марта 1999. године.
    -  18104, погођен је у лету, с њим је пилотирао мајор Драган Илић. Пилот је слетео, без повреда, са тешко оштећеним авионом, 24. марта 1999. године. Касније су скидани исправни делови са њега, због недостатка резервних залиха.
    -  18114, са пилотом мајором Слободаном Перићем, оборен је у подручју Угљевика, БИХ. Пилот се безбедно катапултирао и приземљио, са падобраном, 26. марта 1999. године.
    -  18113, са пилотом капетаном I класе Зораном Радосављевићем, оборен је изнад Ваљева. Пилот је погинуо, 26. марта 1999. године.[42][43]
- Етиопско-еритрејски рат. У фебруару 1999. године, према извештајима, етиопски Су-27 су оборили четири еритрејска авиона МиГ-29. Неки од ових извора тврде да су на етиопским авионима летели руски пилоти, а на еритрејским Украјинци.
- Током грађанског рата у Либији, 2011. године, белгијско ваздухопловство је ангажовало у безбедносним снагама шест F-16, канадско седам CF-18,[44][45] данско шест F-16АМ,[45][46] француско 18 Миража 2000 и 19 Рафала. Италијанске снаге су износиле четири авиона Панавиа торнадо, по два за подршку, а у њиховој пратњи ваздух-ваздух четири F-16 ADF, са допуном горива у ваздуху. Након преноса овлашћења и одлуку алијансе НАТО,[47] да учествује у подршци из ваздуха копненим операцијама, италијанска влада додељује под њихову команду четири Јурофајтера да штите у ваздуху четири Панавиа торнада. Холандско ваздухопловство је учествовало са шест ловаца F-16AM, четири су патролирали изнад Либије, а друга два су били у резерви. Норвежани су учествовали са шест F-16AM, тај број је смањен на 4 авиона, 24. јуна.[48] Војска Катара је учествовала са шест Миража 2000-5EDA, који су били стационирани на Криту. Шпанци су учествовали са шест ловаца F/А-18 Хорнет, у контроли ваздушног простора изнад мора, у мисији спречавања прилива оружја либијском режиму.[49][50] Шведско ваздухопловство је учествовало са осам авиона JAS 39 Грипен, у задацима извиђања. Ово је први пут да „Грипен“ учествује у међународној војној операцији. Шведска је једина изван НАТО и „Арапске лиге“ која је учествовала у заштити зоне.[51] Турско ваздухопловство је учествовало са шест борбених авиона F-16 за операције у ваздушном простору. Уједињени Арапски Емирати са шест F-16 и шест Миража 2000, придружили су се у мисији.[52] Британско ваздухопловство је учествовало са 16 Панавиа торнада и 10 Јурофајтера.[53][54] САД су учествовале са авионима F-16 и F-15 игл.[55]

### Извештај о Су-30МКИ са вежби
Ваздухопловне снаге држава редовно одмеравају снаге једни против других, у заједничким вежбама, а у летним
 разликама авиона добијају се одређене индикације о релативним њиховим могућностима. 
Током вежбе „Копе Индија 04“ (2004. године), амерички авиони F-15 игл, супротставили су се индијским ваздухопловима Су-30МК и Мираж 2000, МиГ-29 и остарелим МиГ-21. Резултати су детаљно објављени, према којима су Индијци имали 90% фиктивних победе у борби.
Ваздухопловна вежба „Копе Индија 05“ 2005. године је спроведена са тимовима који користе комбинацију америчких и руских пројеката авиона. Међународни часопис „Кристијан сајнс монитор“ је известио да „како су Американци и Индијци побеђивали, и губили“. Према истом чланку индијска авијација се боље понашала у 2005. у борби у оквиру визуелног опсега, а обе стране су биле у стању да користе своје сензоре и оружје за борбу на дистанци, изван визуелног опсега.
У јулу 2007. на вежби су се индијски авиони Су-30МКИ супротставили британском тајфуну. Ово је био први пут да се ова два авиона супротставе у таквој вежби. Индијско ваздухопловство није дозволило својим пилотима да користе радар на „Сухоју“ током вежбе, како би заштитили његову високу тајност N011M барс. Британски пилоти су искрено признали супериорност Су-30МКИ у маневру у ваздуху, баш као што је и декларисано, али израелски пилоти су били импресионирани са агилношћу „тајфуна“.

## Припадајући пројекти авиона

### Реализовани
| САД                    | СССР/ Русија | Остали                                             | Остали               |
| ---------------------- | ------------ | -------------------------------------------------- | -------------------- |
| F-16 Фајтинг Фалкон    | МиГ-29       | Француска                                          | Мираж 2000           |
| F-14 Томкет            | МиГ-29М      | Француска                                          | Рафал                |
| F-15 игл               | МиГ-31       | Израел                                             | IAI Кфир (C.10/C.12) |
| F-15E Страјк игл       | Су-27        | Кина                                               | Ченду J-10           |
| F/A-18 Хорнет          | Су-30        | Кина                                               | Шенјанг J-11         |
| F/A-18Е/F Супер Хорнет | Су-33        | Кина                                               | Шенјанг J-15         |
| F-15 игл F-14 Томкет   | Су-34        | Пакистан/ Кина                                     | JF-17 Тхундер        |
| F-15 игл F-14 Томкет   | Су-35        | Јужна Кореја                                       | KAI FA-50            |
| F-15 игл F-14 Томкет   | Су-30МКИ     | Шведска                                            | JAS 39 Грипен        |
| F-15 игл F-14 Томкет   | Су-27        | Уједињено Краљевство · Немачка · Италија · Шпанија | Јурофајтер тајфун    |
| F-15 игл F-14 Томкет   | Су-27        | Уједињено Краљевство · Италија                     | Панавија торнадо     |
| F-15 игл F-14 Томкет   | Су-27        | САД/ Јапан                                         | F-2 Мицибиши         |

### Отказани
| САД             | СССР/ Русија | Остали       | Остали       |
| --------------- | ------------ | ------------ | ------------ |
| YF-17           | МиГ-1.44     | Аргентина    | FMA SAIA 90  |
| YF-17           | Су-47        | Француска    | Мираж 4000   |
| YF-17           | Јак-43       | Израел       | IAI Лави     |
| YF-17           | Јак-45       | Израел       | IAI Намер    |
| YF-17           | Јак-141      | Кина         | Ченду J-9    |
| F-20 тајгершарк | Су-47        | Кина         | Шенјанг J-13 |
| F-20 тајгершарк | Су-47        | Румунија     | IAR 95       |
| F-20 тајгершарк | Су-47        | Јужна Африка | Атлас карвер |
| F-20 тајгершарк | Су-47        | Русија/ Иран | M-ATF        |
| F-20 тајгершарк | Су-47        | СФРЈ         | Нови авион   |